# Phare de Ship John Shoal

Le phare de Ship John Shoal (en anglais : Ship John Shoal Light) est un phare offshore de type à caisson situé sur le côté nord du chenal de navigation de la baie de la Delaware, près du Bombay Hook National Wildlife Refuge (en) dans le comté de Cumberland, au New Jersey. Sa superstructure en fonte a été exposée à l'Exposition universelle de 1876 à Philadelphie, en Pennsylvanie.
Il est inscrit au Registre national des lieux historiques depuis le 19 juillet 2006 sous le n° 06000630.

## Historique
Le Ship John Shoal tire son nom d'un incident survenu en 1797 au cours duquel le navire John s'est échoué alors qu'il se rendait de Hambourg, en Allemagne, à Philadelphie. Les passagers et la cargaison ont été déchargés en toute sécurité, mais le navire a été perdu. (La figure de proue est exposée au Gibbon House Museum de Greenwich, New Jersey, la ville où les passagers secourus ont été emmenés.) 
L'achèvement du phare de Brandywine Shoal en 1850 a conduit le United States Lighthouse Board à établir des plans pour ériger des feux similaires sur les hauts-fonds de Ship John Shoal et Cross Ledge. Ces deux éléments devaient être de conception Screw-pile lighthouse alors nouvelle. Cependant, lors de la construction du phare de Cross Ledge à l'hiver 1856, la glace a emporté toute la structure, ce qui a conduit à reconsidérer la pertinence de ce type de fondation.  Dans les années 1870, les fondations à caisson sont devenues disponibles et, en 1873, le Congrès a affecté des fonds à la construction d'un caisson lumineux sur le haut-fond. Des pieux en bois ont été enfoncés et le caisson placé en 1874. Cependant, il ne restait pas suffisamment de temps pendant la saison de travail pour achever l'éclairage et une structure temporaire a été placée pour permettre l'affichage d'une lumière à partir de novembre de la même année. 
La structure incomplète a réussi à résister à la glace d'hiver, mais en janvier, les gardiens ont abandonné leur refuge temporaire de peur qu'il ne soit renversé. Ils ont pu revenir en mars, mais à ce moment-là, la superstructure permanente avait été détournée vers le phare de Southwest Ledge dans le Connecticut. Une maison en fonte identique a été fabriquée, mais elle a été détournée vers Philadelphie pour être exposée à l'Exposition universelle de 1876, où elle a même été occupée par un gardien qui s'occupait d'une lampe de travail dans sa lanterne. La maison n'atteint le caisson qu'à l'été 1877. Dans l'intervalle, un bateau-phare était stationné le long de la structure inachevée. La base avait également été entourée de 2 000 tonnes d'enrochements pour éviter les dégâts de glace. 
En 1907, un enrochement supplémentaire a été déversé autour de la lumière, et à peu près au même moment une plate-forme en béton a été construite sur l'un des deux tas de roche afin d'entreposer des réservoirs pour lesquels il n'y avait pas de place dans le phare lui-même. En 1973, la lumière a été automatisée et quatre ans plus tard, la lentille de Fresnel d'origine a été retirée et remplacée par une balise à panneau solaire, dont les panneaux se trouvent sur la plate-forme où les réservoirs se trouvaient autrefois.

## Description
Le phare  est une maison octogonale en fonte, avec galerie et lanterne, posée sur un caisson métallique tour métallique de 14 m de haut. Le bâtiment est peint totalement en rouge
Il émet, à une hauteur focale de 15 m, un bref éclat blanc de 0,5 seconde par période de 5 secondes. Sa portée est de 16 milles nautiques (environ 30 km). Il possède aussi un feu à secteurs rouges couvrant les hauts-fonds voisins avec une portée de 12 milles nautiques (environ 22 km).
Il est équipé d'une cloche de brouillard émettant un souffle toutes les 15 secondes, en continu du 15 septembre au premier juin. Il possède un transpondeur radar émettant la lettre O en code morse. Il porte aussi une station météorologique automatique de la NOAA.

## Caractéristiques dufeu maritime
Fréquence : 5 secondes (W)
- Lumière : 0,5 seconde
- Obscurité : 4,5 secondes

Identifiant : ARLHS : USA-758 ; USCG : 2-1640  ; Amirauté : J1272 .

### Lien connexe
- Liste des phares du New Jersey